# Frygidostadiał
Frygidostadiał – okres ochłodzenia w czasie trwania interglacjału.